# Pokrycie powierzchni
Pokrycie powierzchni (ang. surface coverage) – określa jaki ułamek powierzchni adsorbentu jest zajęty przez cząsteczki adsorbatu. Pojęcie to jest stosowane przy opisie adsorpcji na powierzchniach płaskich lub mezo- i makroporowatych:
{\displaystyle \theta ={\frac {a}{a_{m}}}}
gdzie:
- θ – pokrycie powierzchni,
- a – wielkość adsorpcji (wyrażonej w dowolnych jednostkach),
- am – wielkość adsorpcji odpowiadającej zapełnieniu monowarstwy (pojemność monowarstwy).

W przypadku adsorpcji monowarstwowej jej sens fizyczny (przy założeniu, że każda cząsteczka adsorbatu zajmuje tę samą określoną powierzchnię, zwaną powierzchnią siadania) jest w pełni zgodny z powyższą definicją i pokrycie powierzchni nie może być wówczas większe od jedności.
W przypadki adsorpcji wielowarstwowej gazów (np. izoterma BET – bez ograniczenia adsorpcji maksymalnej), podaje się pokrycia powierzchni, które mogą być większe od 1 (wielokrotność monowarstwy).

## Adsorpcja względna
Adsorpcja względna jest terminem bardzo ogólnym, niezawierającym żadnych dodatkowych założeń. Podaje wielkość adsorpcji względem jakiegoś wybranego stanu charakterystycznego, najczęściej jest to adsorpcja maksymalna, ale może to też być pojemność monowarstwy.
Jeżeli spełniony jest przynajmniej jeden z poniższych warunków:
- adsorpcja nie jest monowarstwowa,
- cząsteczki na skutek zmian orientacji przestrzennej ("płasko", "prostopadle") mogą tworzyć monowarstwy o różnej grubości fizycznej (mogą pojawiać się np. przejścia fazowe),
- mamy do czynienia z adsorpcją więcej niż jednego rodzaju adsorbatów i są to adsorbaty o różnych rozmiarach cząsteczek,

wówczas zamiast terminu pokrycie powierzchni lepiej jest używać określenia adsorpcja względna lub podawać wielkości adsorpcji jako ułamki molowe lub objętościowe (zamiast ułamka powierzchniowego, którym jest pokrycie powierzchni).

## Pojemność adsorpcyjna
W przypadku adsorpcji w mikroporach nie powinno się używać terminu pokrycie powierzchni, gdyż inny jest tym przypadku mechanizm zjawiska adsorpcji. Posługujemy się wówczas określeniem adsorpcja względna, gdzie zamiast pojemności monowarstwy am używamy terminu pojemność adsorpcyjna lub pojemność mikroporów:
{\displaystyle \theta ={\frac {a}{a_{o}}}}
gdzie:
- θ – adsorpcja względna,
- ao – wielkość adsorpcji odpowiadającej zapełnieniu mikroporów (pojemność adsorpcyjna).